# Juliusz Tarnawa-Malczewski
Juliusz Tadeusz Franciszek Tarnawa-Malczewski (4. říjen 1872 Martynow Nowy, Rakousko-Uhersko - 1940 Lvov, SSSR) byl polský generál.

## Životopis

### Mládí
Juliusz Tarnawa-Malczewski studoval vojenskou školu v Hranicích na Moravě. V roce 1893 vystudoval rakouskou technickou akademii. V roce 1909 se stal inženýrem ve Vídni. Poté působil na pevnostech v Krakově (1893–1895) a Přemyšli (1898–1908).
V roce 1911 se stal majorem. Roku 1912 byl vůdcem praporu v Tarnopolu.

### První světová válka
Tarnawa-Malczewski se účastnil první světové války v Krakově. Roku 1914 byl těžce raněn. Poté se stal náměstkem a šéfem inženýrství na haličské frontě, poté se stal vůdcem pluku střelecké pěchoty. Ke konci války byl v generálním štábu rakouské armády.

### Po válce
V roce 1918 se Tarnawa-Malczewski vrátil do Polska. Pracoval jako zástupce šéfa generálního štábu. Působil v ministerstvu národní obrany.
Roku 1924 prezident Stanisław Wojciechowski na návrh generála Władysława Sikorského povýšil Tarnawu-Malczewského na divizního generála. Do roku 1926 byl velitelem Varšavského vojenského okresu.
Při Květnovém převratu byl Tarnawa-Malczewski zastáncem prezidenta Wojciechowského, zastával v té době několik dní post ministra vojenství ve třetí vládě Wincentyho Witose. Po jeho porážce byl zatčen, poté propuštěn a donucen opustit armádu. Poté přednášel na univerzitě ve Lvově.

### Smrt
Po ruské okupaci Lvova byl 27. září 1939 Tarnawa-Malczewski zatčen NKVD. O rok později byl zastřelen.